# Breadstone
Breadstone är en by i civil parish Hamfallow, i distriktet Stroud, i grevskapet Gloucestershire i England. Byn är belägen 15 km från Stroud. Breadstone var en civil parish 1866–1935 när blev den en del av Hamfallow. Civil parish hade 95 invånare år 1931.